# رواية السيرة الذاتية

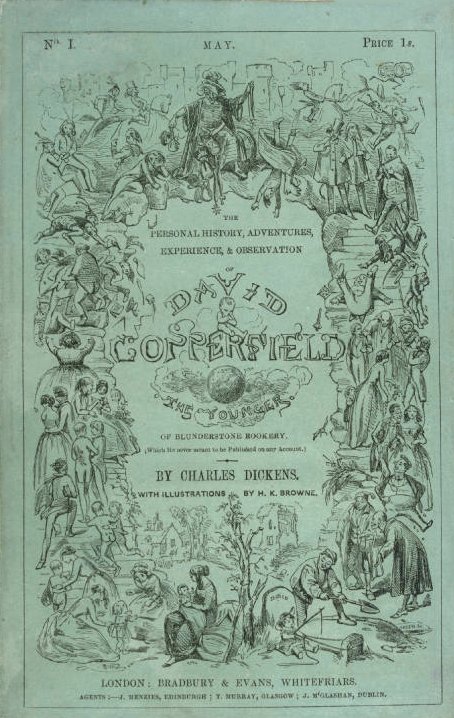

رواية السيرة الذاتية هي شكل من أشكال الرواية باستخدام تقنيات سيرة ذاتية خيالية أو دمج عناصر السيرة الذاتية والخيالية.
يتميز الأسلوب الأدبي من خلال النص عن السيرة الذاتية أو المذكرات على كونه خيال، لأن رواية السيرة الذاتية هي جزء من الخيال، ولا يطلب المؤلف من القارئ أن يتوقع من أن يحقق النص «ميثاق السيرة الذاتية»، وغالبا ما يتم تغيير الأسماء والمواقع ويتم إعادة إنشاء الأحداث لجعلها أكثر دراماتيكية ولكن القصة لاتزال تشبه إلى حد كبير حياة المؤلف، في حين يتم سرد الأحداث من حياة المؤلف، لا توجد حقيقة على وجه الدقة بالضبط، قد يتم تضخيم الأحداث أو تغيرها لأغراض فنية أو مواضيعية.
الروايات التي تصور الإعدادات أو المواقف التي يكون المؤلف مألوفا فيها ليست بالضرورة سيرة ذاتية، ولا الروايات التي تضمن عناصر مأخوذة من حياة الراوي كتفاصيل الحبكة الصغيرة، ولكي تعتبر رواية سيرة ذاتية بمعظم المعايير، يجب أن يكون هناك بطل الرواية على غرار الكاتب والمؤامرة المركزية التي تعكس الأحداث في حياته أو حياتها.
فالروايات التي تلبي هذه المتطلبات بالكامل أو هي أبعد من الأحداث الحقيقية تسمى أحيانا الروايات شبه السيرة الذاتية. ويتم كتابة العديد من الروايات حول التجارب المكثفة والخاصة مثل الحرب أو الصراع الأسري أو الجنس، كروايات سيرة ذاتية. تشير بعض الأعمال على نحو منفتح لأنفسهم بأنها «روايات غير خيالية», فتعريف هذه الأعمال لايزال غامضا، وتم أستخدام هذا المصطلح لأول مرة على نطاق واسع في الإشارة إلى السيرة الذاتية.
ينصب غالبا التركيز على إنشاء عمل صحيح في جوهره في سياق التحقيق في القيم أو بعض الجوانب الأخرى للواقع، حيث فتح كتاب زين وفن صيانة الدراجات النارية لروبرت بريسغ وكتاب تاو محمد علي لديفيس ميلر مع بيان يعترف لبعض الخيال في الأحداث ولكن ذكروا أنها حقيقية «في جوهرها».

## روايات السيرة الذاتية البارزة
- تشارلز ديكنز، ديفيد كوبيرفيلد (1850)
- تشارلز ديكنز، توقعات رائعة (1861)
- جورج بورو، لافنغرو (1851)
- ليو تولستوي، الطفولة (1852)
- ليو تولستوي، الشباب (1856)
- توماس هيوز، أيام مدرسة توم براون (1857)
- فيتز هيو ليود، حساء الحشيش (1857)
- جورج إليوت، الطاحونة على الخيط (1860)
- .لويزا ماي ألكوت، المرأة الصغيرة (1868)
- أنتي تشوريتش، في التسجيل (1888)
- صموئيل بتلر، طريق كل الجسد (1903)
- لورانس، أبناء وعشاق (1913)
- جاك لندن، جون بارليكو (1913)
- سومرست موغام، عن عبودية الأنسان (1915)
- جيمس جويس، صورة الفنان في شبابه (1916)
- سكوت فيتزجيرالد، هذا الجانب من الجنة (1920)
- مارسيل بروست، بحثا عن زمن المفقود (1927)
- الملقب ذكرى الأشياء السابقة. ارنست همنغواي، وداعا للسلاح (1929)
- توماس وولف، أيها الملاك تطلع باتجاه بيتك (1929)
- عن الوقت والنهر (1935)
- لويس فرديناند سيلين، رحلة في أقاصي الليل (1932)
- جيرترود شتاين، سيرة اليس توكلاس (1933)
- سيرة ذاتية وهميّة لسكرتيرة شتاين ورفيقها تزعم أنها وجهات نظر توكلاس عن شتاين. . هنري ميلر، مدار السرطان (1934)
- هنري ميلر، مدار الجدي (1939)
- دينتون ويلش، صوت من خلال سحابة (1650)
- غراهام غرين، نهاية العلاقة (1951)
- رالف إليسون، الرجل الخفي (1652)
- جيمس بالدوين، أعلنوا مولده فوق الجبل (1953)
- سول بيلو، مغامرات أوجي مارتش (1953)
- ويليام بوروز، المدمن (1953). جيمس أجي، موت في العائلة (1957)
- جاك كيرواك، على الطريق (1957)
- فرانز باردون، فراباتو الساحر (1958)
- جاك كيرواك، دراما المتشردين (1958)
- ايلي ويسل، ليلة (1958)
- تعتبر في بعض الأحيان رواية السيرة الذاتية على الرغم من تصنيفها كمذكرات من قبل المؤلف. . نودار دومبازه لي، الجدة، والتحالف وإيلاريون (1960)
- نيكوس كازامتزاكيس، تقرير إلى غريكو (1961)
- سيلفيا بلاث، جرة الجرس (1963)
- كنزابورو أوي، مسألة الشخصية (1964)
- مالكوم اكس، السيرة الذاتية من مالكوم اكس (1965)
- اسحق باشفيس سنجر، في بلاط والدي (1966)
- نودار دومبازه، الليلة المشمسة (1967)
- فريدريك اكلي، ملاحظات المعجبين (1967)
- مايا أنجيلو، أعرف لماذا يغرد الطائر الحبيس (1969)
- صياد ثومبسون، الخوف والاشمئزاز في لاس فيغاس (1971)
- ريتا ماي براون، روبى فرويت جنجل (1973)
- روبرت م. برايس، زن وفن صيانة الدراجة النارية (1973)
- نورمان ماكلين، نهر يجري خلاله وقصص أخرى (1976)
- صموئيل ر ديلاني، إفطار السماوية (1979)
- جيمس غراهام بالارد، إمبراطورية الشمس (1984)
- مارغريت دوراس، العاشق (1984)
- جانيت وينترسون ’ البرتقال ليست الفاكهة الوحيدة (1985)
- منى سيمبسون، في كل مكان لكن هنا (1986)
- رولد دال، الصبي (1986)
- استمر في الذهاب منفردا (1986)
- جون كروس، أولاد بيكهام (1988)
- صموئيل ديلاني، حركة الضوء في الماء (1988)
- تيم أوبراين، الأشياء التي كانوا يحملونها (1990)
- ليديا ديفيس، نهاية القصة (1994)
- جون بارث، ذات مرة: الأوبرا العائمة (1994)
- ماسيمو كارلوتو ’ الحذاء الهارب («الهارب») (1995)
- ديفيس ميلر، تاو محمد علي (1996)
- توصف بأنها «رواية غير خيالية». جون ماكسويل كويتزي، الصبا: مشاهد من الحياة الأقليمية (1997)
- هومر هيكام، صاروخ الأولاد (1998)
- جون ماكسويل كويتزي، الشباب: مشاهد من الحياة الأقليمية الجزء الثاني (2002)
- جيمس فري، مليون قطعة صغيرة (2003)
- تم تسويقها كمذكرات قبل أن شكك الجدل الإعلامي في دقتها ز. الرملي ميتشل، قيافا قايين (2003)
- ديفيد غريغوري روبرتس، شانتارام (2003)
- توبياس وولف، المدرسة القديمة (2003)
- يستند بشكل فضاض على حياة وولف رغم انه أكثر رواية من السيرة الذاتية. . جيمس فري، صديقي لينوراد (2005)
- تشارمن أليكس، يوميات صحيح على الأطلاق للجزء الهندي الوقت (2007)
- اسأل الغبار لجون فانتي.
- سيمفونية الوداع لإدموند وايت.